# テオティワカン
世界遺産の一つであるテオティワカン（ナワ語群: Teōtīhuacān、スペイン語: Teotihuacan）とは、メキシコの首都メキシコシティ北東約50キロの地点にあり、紀元前2世紀から6世紀まで繁栄したテオティワカン文明の中心となった巨大な宗教都市遺跡。当時のアメリカ大陸では最大規模を誇り、メソアメリカの中心的都市として機能していた。

## 概要
テオティワカン人の宇宙観、宗教観を表す極めて計画的に設計された都市で、太陽のピラミッド、月のピラミッドそして南北5キロにわたる道（「死者の大通り」）が基点となり各施設が配置されている。この都市で祀られた神々は、農業・文化と関係深いケツァルコアトルや水神トラロック、チャルチウィトリクエ、植物の再生と関係あるシペ・トテックなどである。
社会についてはあまり知られていないが、規模から考えると神権的な権威が存在し、高度に階層が分化し、発達した統治組織があったものと推測されている。市内には職人の地区が設けられ、盛んな商業と交易の中心地であり、農民たちの巡礼となって集まる信仰の中心地でもあった。
テオティワカンとは、ナワトル語で「神々の都市」という意味で、これは12世紀頃にこの地にやってきて、すでに廃墟となっていた都市を発見した、メシカ人（アステカ人）が命名した。アステカ人はテオティワカンを後々まで崇拝の対象とした。
古代都市テオティワカンとして、1987年に世界遺産（文化遺産）に登録されている。

## 歴史
この地は形成期後期にすでに集落があったが、紀元前50年にテスココ湖の南方に立地したクィクィルコ（ナワ語群: Cuicuilco）がシトレ火山（ナワ語群: Xitle）の噴火によって埋まり、またポポカテペトル山も噴火した。このために人々がテオティワカンの地に移住し、テオティワカンは都市として急速に発展した。テオティワカンは西暦紀元前後から7世紀なかばまで都市として使用され、その時期は4期に分けられる。
- ツァクアリ相（1年 - 150年）：この時期にテオティワカンははじめて都市として成立し、太陽と月のピラミッドが作られた。
- ミカトリ相（150年 - 200年）：南北を結ぶ道路（死者の大通り）が建設された。
- トラミモルパ相（200年 - 350年）：交通・水利・祭祀・住宅・産業などのシステムが整備された。
- ショロパン相（350年 - 650年）：この時期に人口がもっとも増えた。

テオティワカンは国際的に大きな勢力を持っており、1000キロメートル離れたマヤ地域にも影響は及んだ。378年にはテオティワカン系のシヤフ・カックがエル・ペルーとティカルに侵入し、ティカルの古い石碑を破壊して新しい王朝を建てた。426年にコパンとその衛星都市のキリグアを建設したのもテオティワカン系の人間だったらしい。テオティワカン様式の芸術は古典期マヤ文明に大きな影響を及ぼした。
都市の面積は約20平方キロメートルで、最盛期には、10万から20万人が生活を営み下水網も完備されていた。しかしながら人口の集中に伴い7世紀にはいると急激に衰退し、やがて滅びを迎えた。衰退の主要な原因としては、火事の発生、漆喰の生産のために木材を大量に燃やして森林破壊が起きた、旱魃による農業の衰退、およびそれらに伴う内乱の発生とメスキタル（イダルゴ州）の狩猟採集民の侵入などがあげられる。
また、「古典期後期のプレート沈み込み型大地震によって被災したテオティワカンの古代文明」と題された論文によれば、西暦100年から650年の間に5度におよぶ（東太平洋にある中央アメリカ海溝を震源とする）大地震が発生し、そのため、西暦650年頃にテオティワカンの住民たちが安全な土地を求めて去ってしまい、文明全体の崩壊に至ったとされる。

## 主な遺構及び建造物
- 太陽のピラミッド（高さ65m、底辺222m×225m）
- 月のピラミッド（高さ47m、底辺140m×150m）
- 死者の大通り（南北に貫く都市のメインストリート 長さ4km、幅45m）
- ケツァルコアトルの神殿
- ケツァルパパロトルの宮殿

## ギャラリー

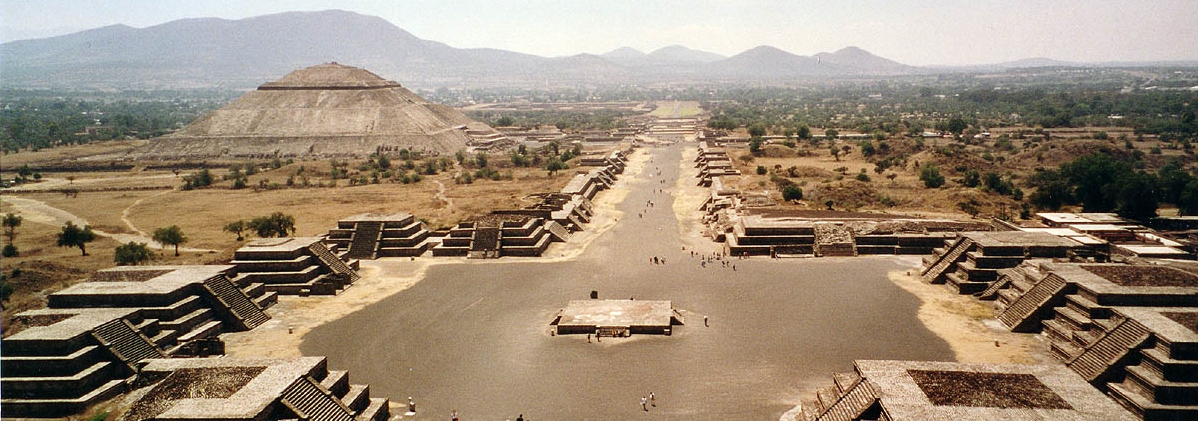
「月のピラミッド」より「死者の大通り」、「太陽のピラミッド」を望む
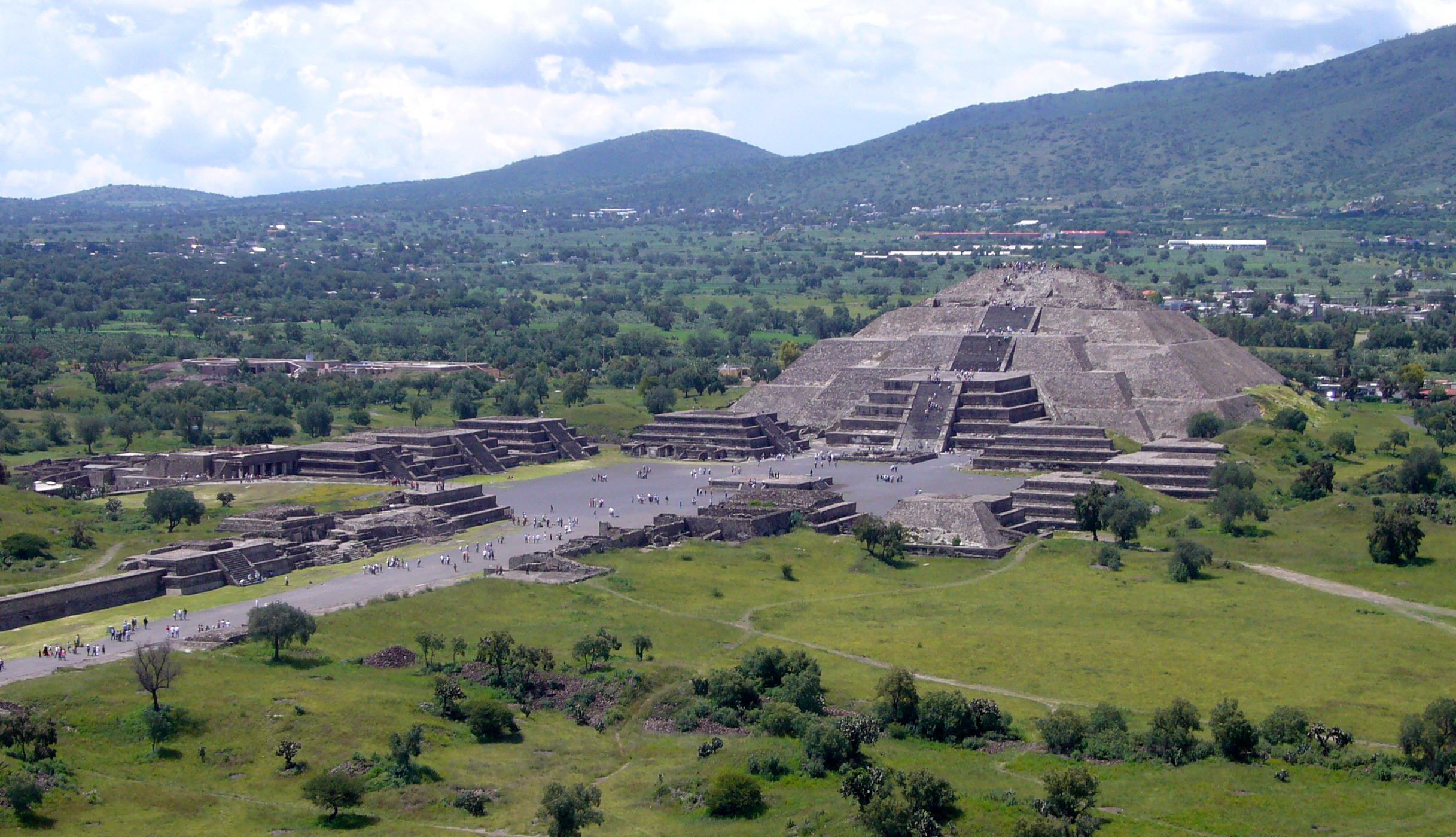
逆方向「太陽のピラミッド」より「死者の大通り」、「月のピラミッド」を望む
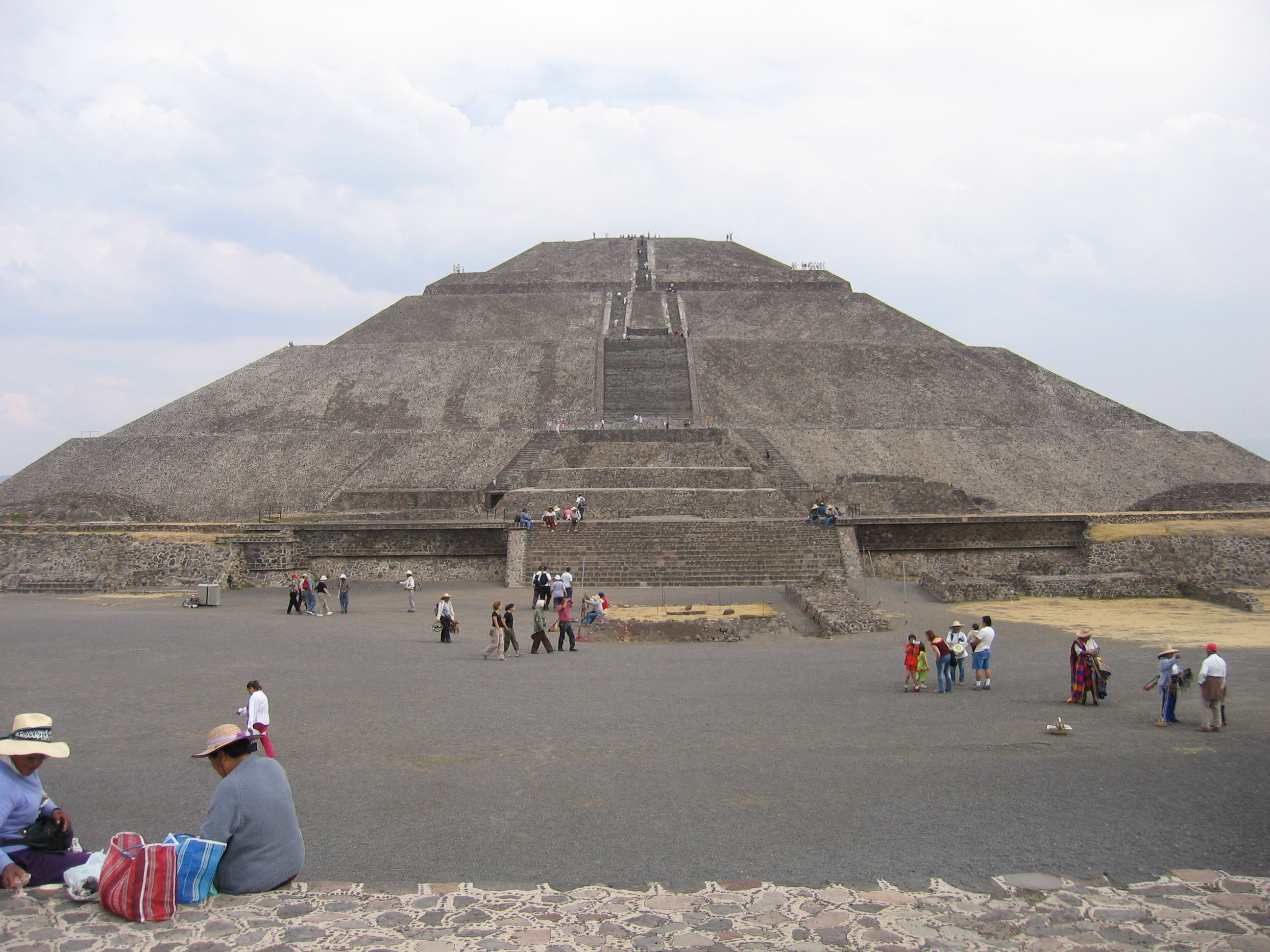
「太陽のピラミッド」
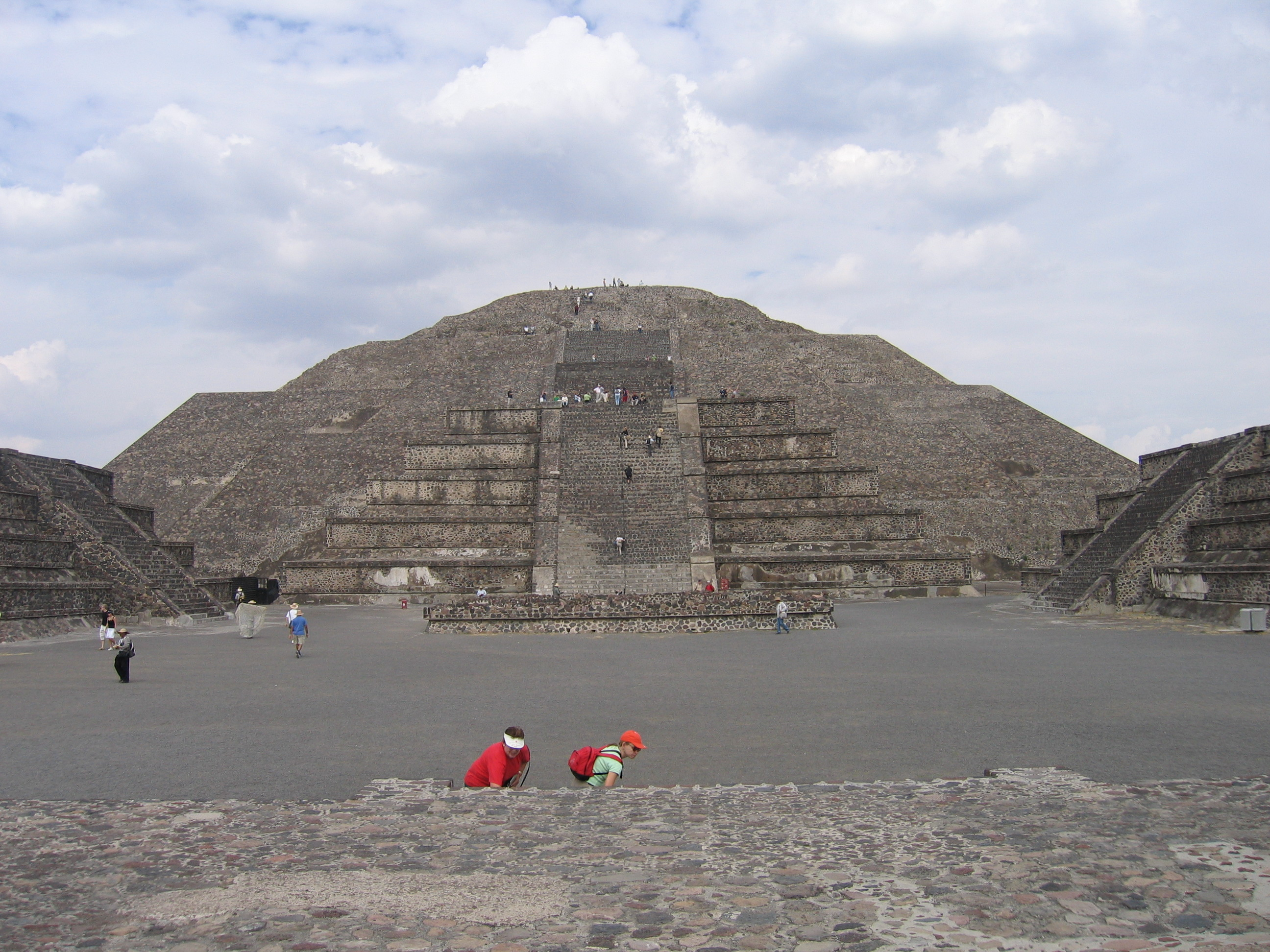
「月のピラミッド」
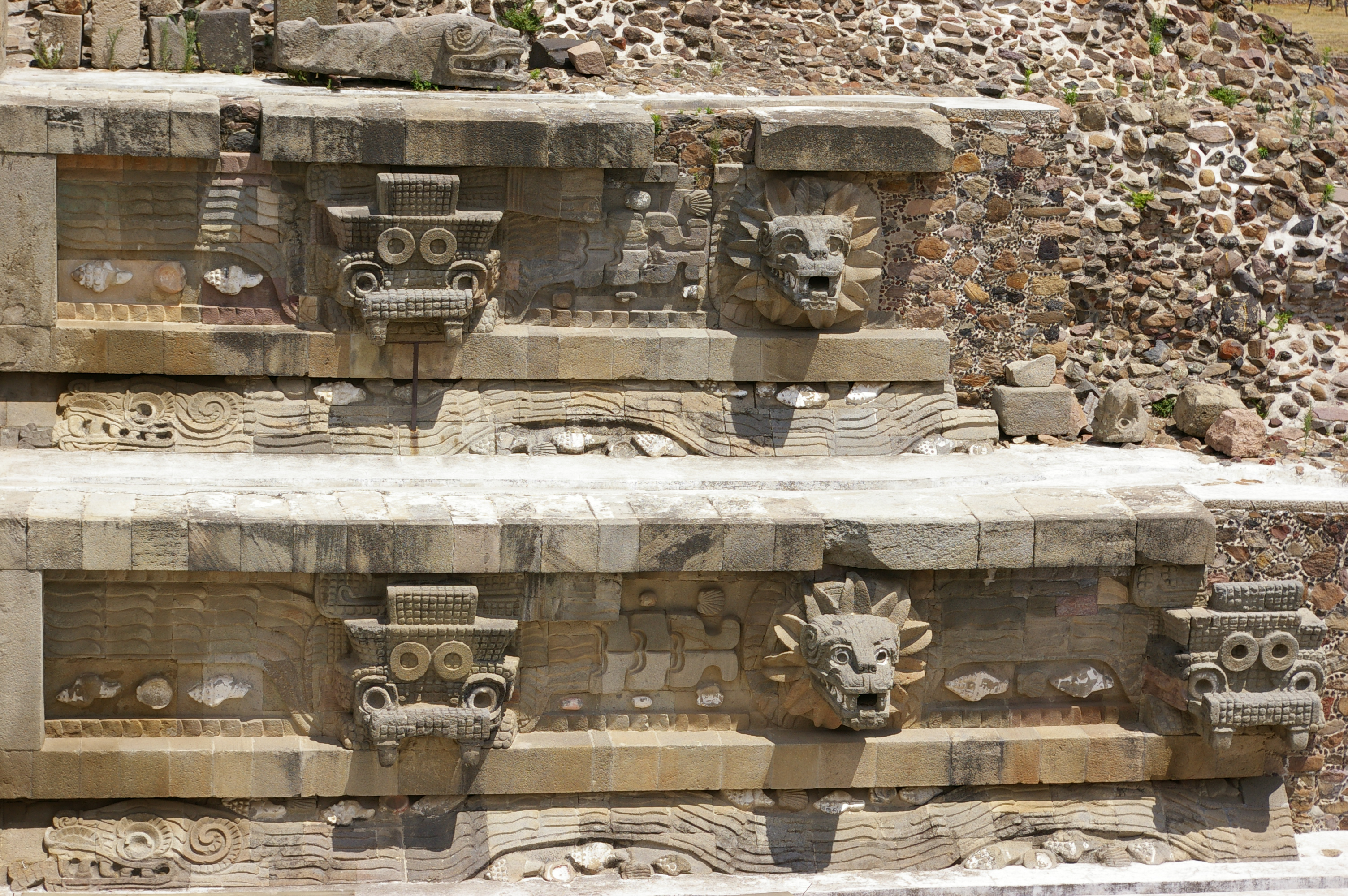
神殿の装飾、王冠と羽毛の生えた蛇
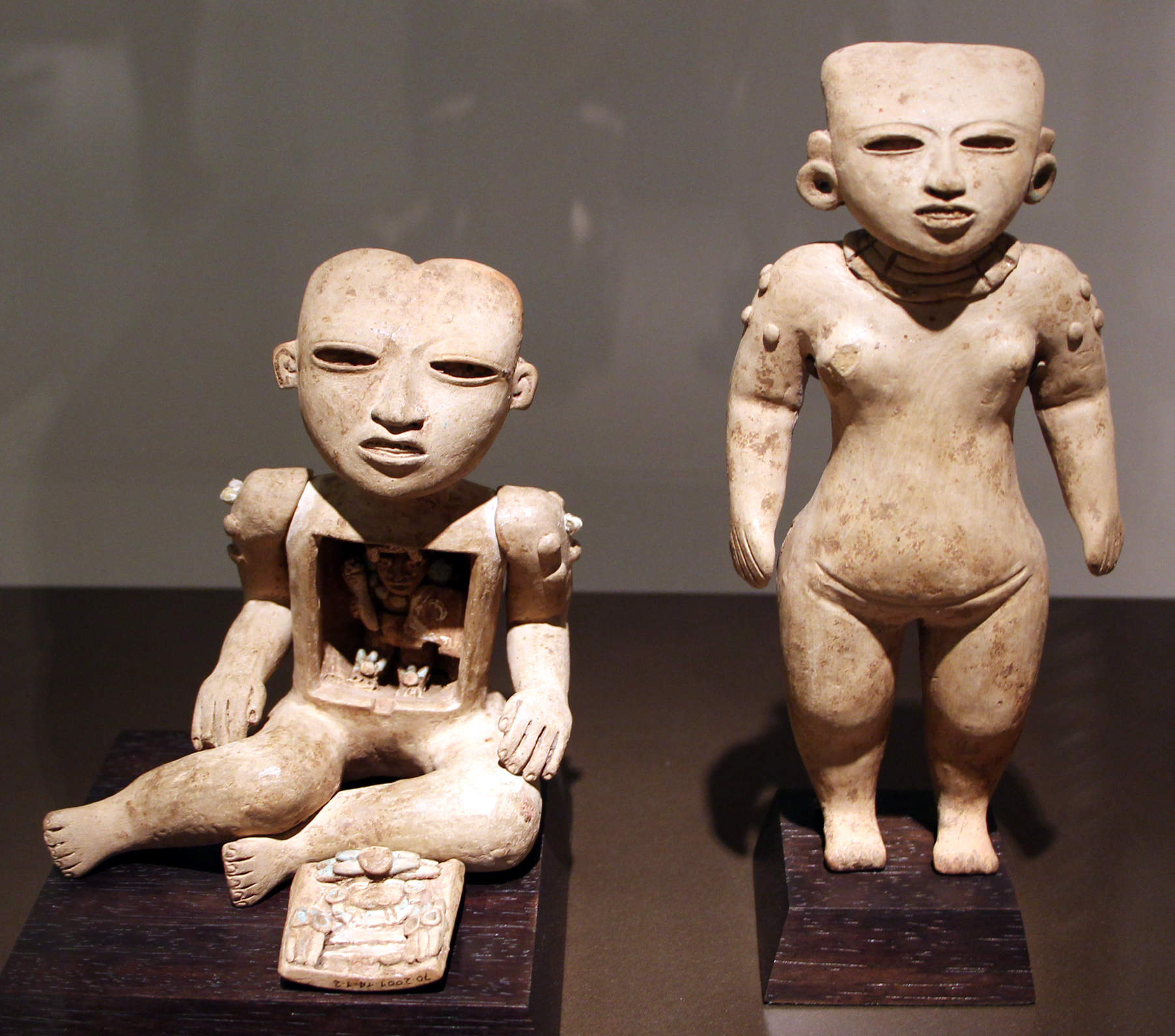
陶器の人形
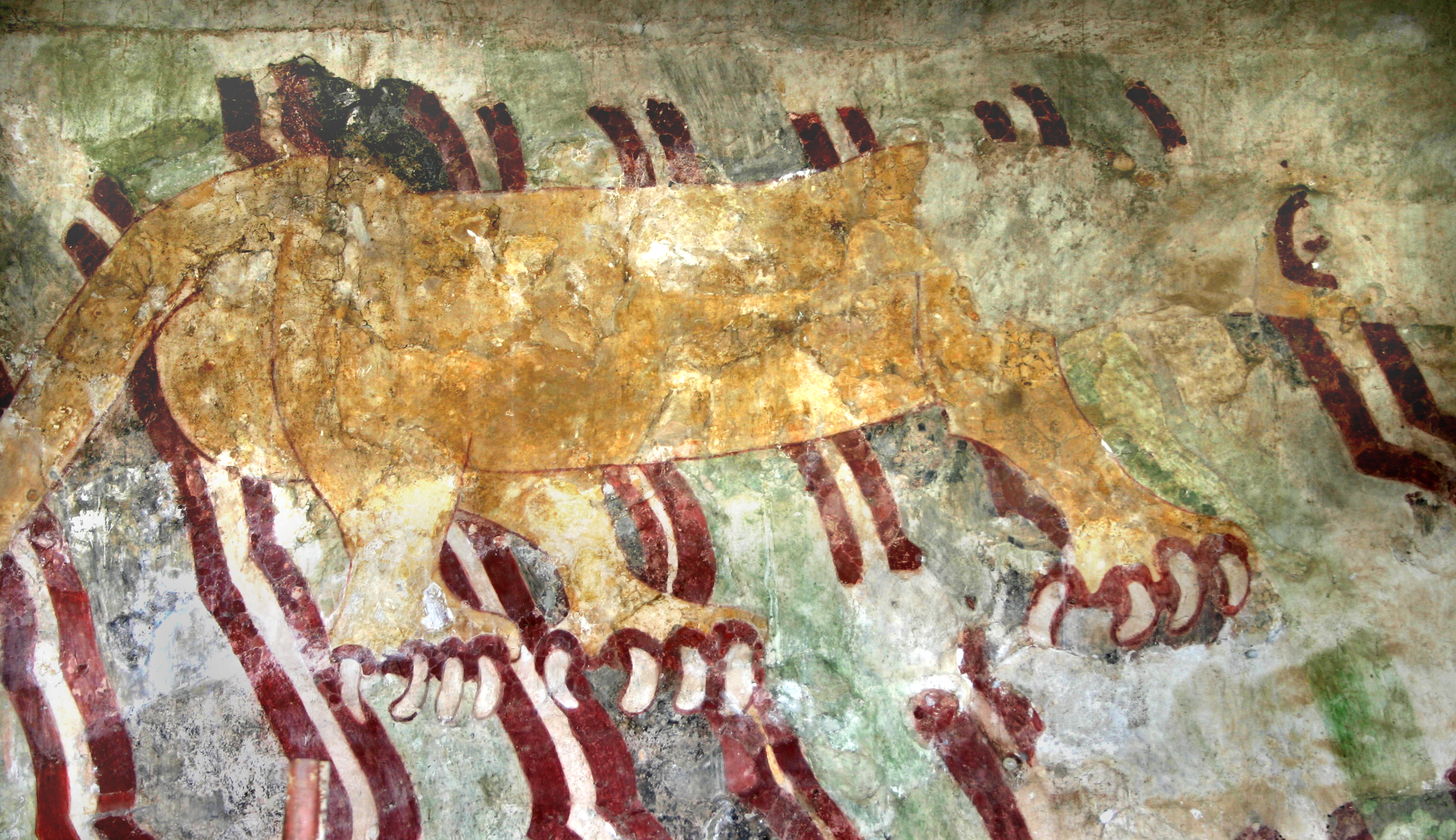
ジャガーの壁画
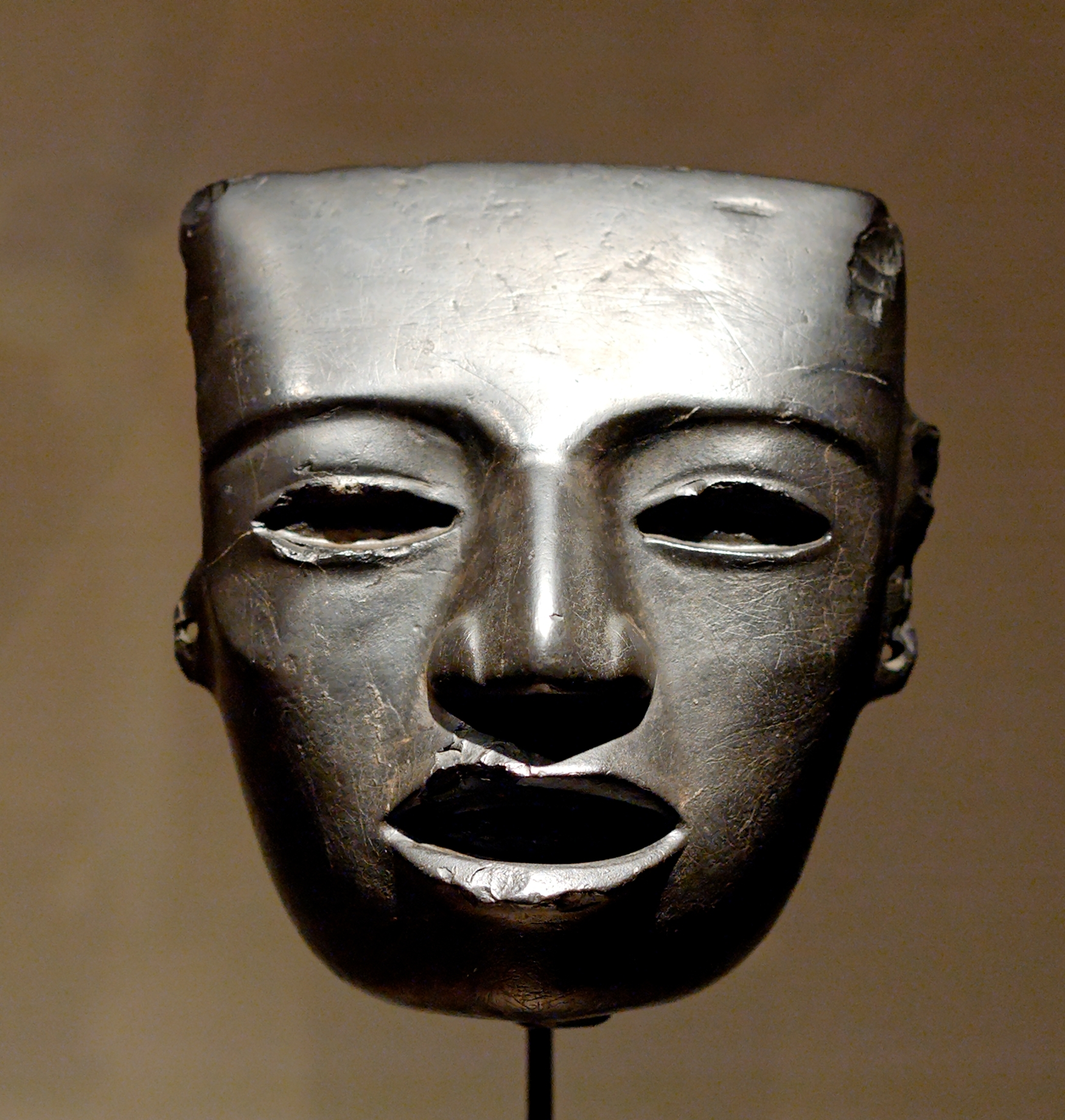
石のマスク
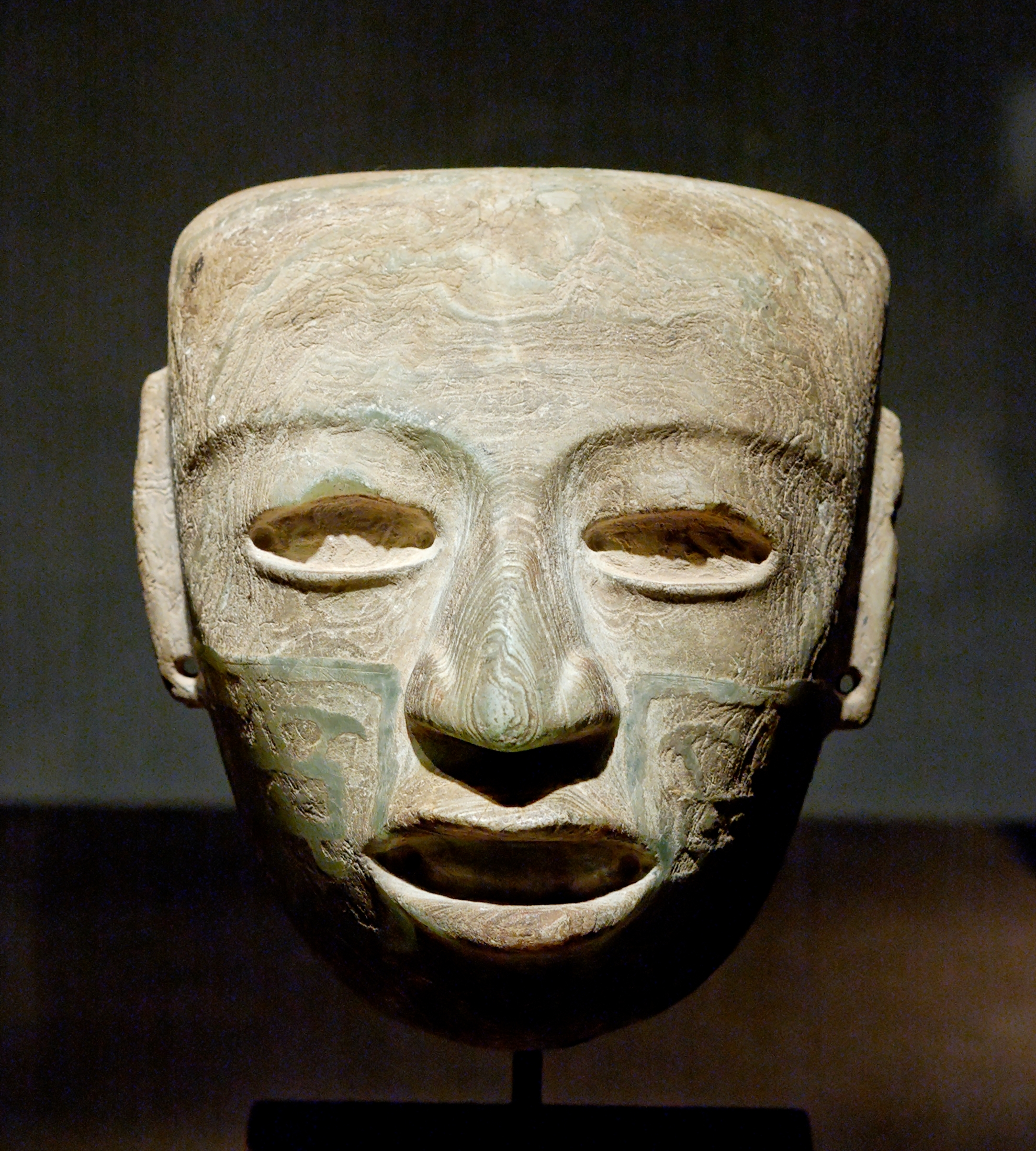
大理石のマスク